# Čerëmuški
Il quartiere Čerëmuški (in russo Район Черёмушки?, "ciliegi") è un quartiere di Mosca sito nel Distretto Sud-occidentale.
Prende il nome dall'omonimo abitato, menzionato per la prima volta nel XVI secolo. Il nome può derivare dai ciliegi (čerëmuchi) abitualmente presenti nell'area o dal nome del fiume Čeremchi, affluente di sinistra della Kotlovka].